# Samsung Galaxy S21 5G
Les Samsung Galaxy S21 5G, Galaxy S21+ 5G, Galaxy S21 Ultra 5G, et Galaxy S21 FE 5G, sont des smartphones de type phablette fonctionnant sous Android produits et vendus par Samsung Electronics en 2021, modèles de la 12e génération de la série haut de gamme des Galaxy S.

## Historique
Les trois premiers appareils sont annoncés sur 14 janvier 2021 lors de l'événement annuel Unpacked. Alors que la FE a été annoncée le 3 janvier 2022 à l'événement annuel CES. Ils sont les successeurs des Galaxy S20.
Comme ses prédécesseurs, les téléphones sont nommés en référence à leur année de sortie .

## Caractéristiques
Le Samsung Galaxy S21 Ultra 5G est le premier modèle de la série Galaxy S à prendre en charge le S Pen, bien que vendu séparément et dépourvu d'un emplacement dédié. 
Le design est semblable à celui du modèle précédent.
Le Galaxy S21 possède un écran Full HD. Par ailleurs, le modèle est compatible avec la norme WiFi-6E, alors que le téléphone, à l'instar du Samsung Galaxy S6, ne permet pas d'ajouter une carte SD. La recharge ultra-rapide est elle aussi abandonnée, alors que le téléphone est vendu sans chargeur. Le téléphone est disponible exclusivement en version 5G. Il coûte ainsi moins cher que son prédécesseur, alors que la caméra est identique à celle du modèle précédent. Aussi seul le Galaxy S21 Ultra possède un écran à bords incurvés.
Alors que le S21 et le S21+ sont proposés avec 128 Go ou 256 Go d'espace de stockage et 8 Go de RAM, le S21 FE est proposé avec 128 Go ou 256 Go d'espace de stockage et 6 Go ou 8 Go de RAM, et le S21 Ultra est équipé de 12 ou 16 Go de RAM selon la variante et 128, 256 ou 512 Go de stockage.
Tous les modèles embarquent un Système sur une puce haut de gamme gravé en 5 nm. Il s'agira du Qualcomm Snapdragon 888 aux États-Unis et en Chine, et du Exynos 2100 dans le reste du monde.
Enfin, le dos des Galaxy S21 et S21 FE est en plastique, et ceux des S21+ et S21 Ultra sont en verre. Tous supportent la recharge à induction et sont protégés contre l'eau et la poussière selon la norme IP68.

## Galaxy S21 FE
Annoncé en janvier 2022, celui-ci possède un module photo de la même couleur que le dos de l'appareil, et est un peu plus grand que le S21.
Par ailleurs, comme le S20 FE, et contrairement aux S20 et S21 classiques, le S21 FE possède un dos en plastique. L'écran est pour sa part couvert d'un Gorilla Glass Victus, et le S21 FE hérite de la batterie du S20 FE, mais son autonomie est plus faible.

## Fin de vie
En février 2022, après la présentation du Samsung Galaxy S22, le Samsung Galaxy S21 Ultra est retiré de la vente.

## Galerie

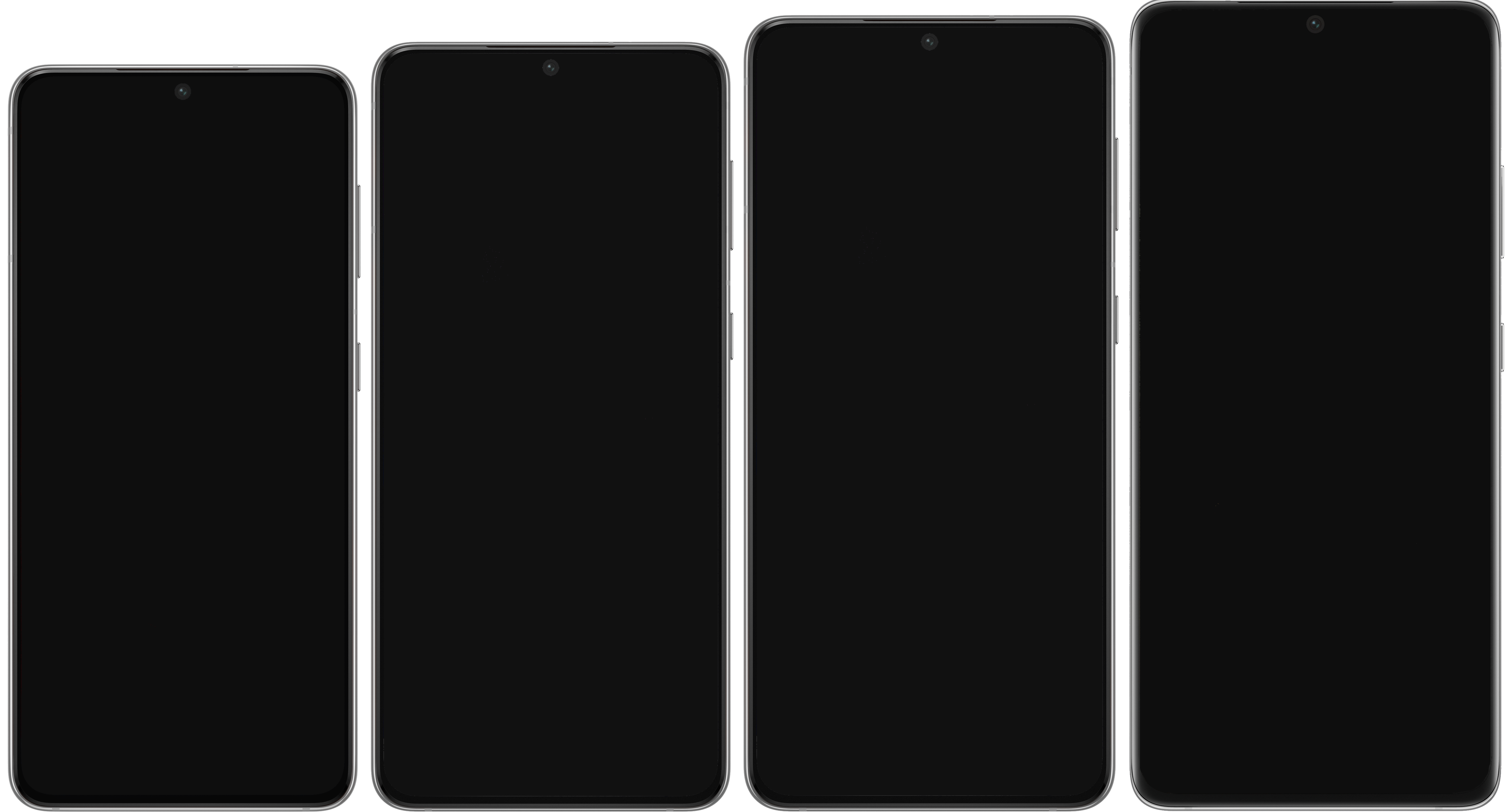
Vue avant des quatre modèles
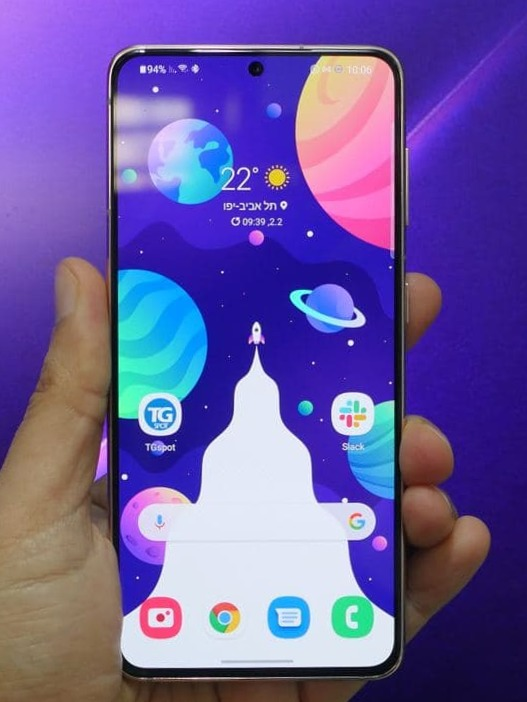
Galaxy S21
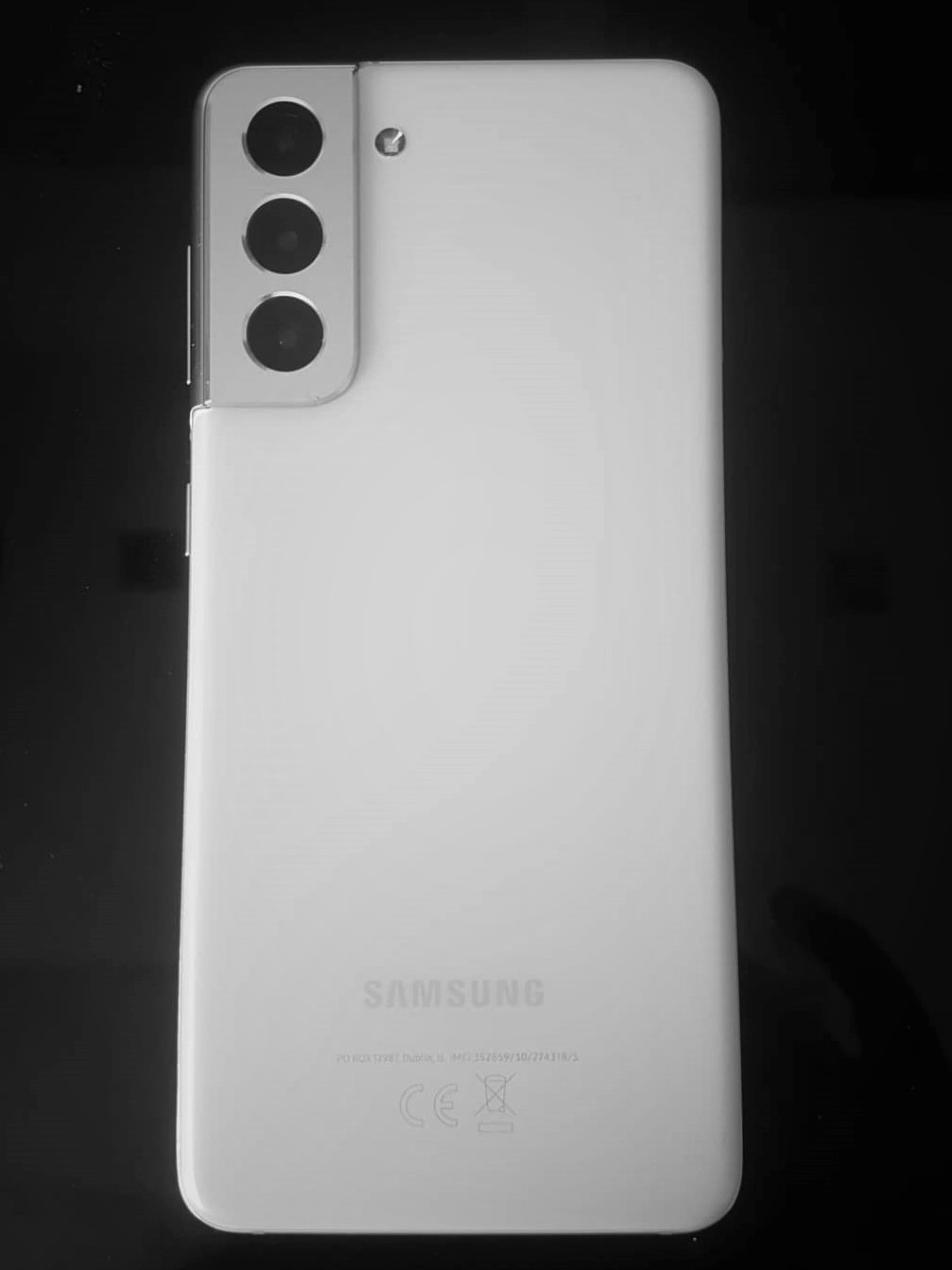
Galaxy S21 (vue arrière)